# 220 a. C.
El año 220 a. C. fue un año del calendario romano prejuliano. En el Imperio romano se conocía como el año 534 ab urbe condita.

## Acontecimientos

### Asia Menor
- Ariarates IV sube al trono de Capadocia.

### Península ibérica
- Incursión de Aníbal en la Meseta Central.[1] Campaña contra los vacceos y conquista de Helmantiké y Arbucala.[2]

### República romana
- Consulados de Cayo Lutacio Cátulo y Lucio Veturio Filón en la Antigua Roma.[3]